# Steinkirchen (Stephansposching)

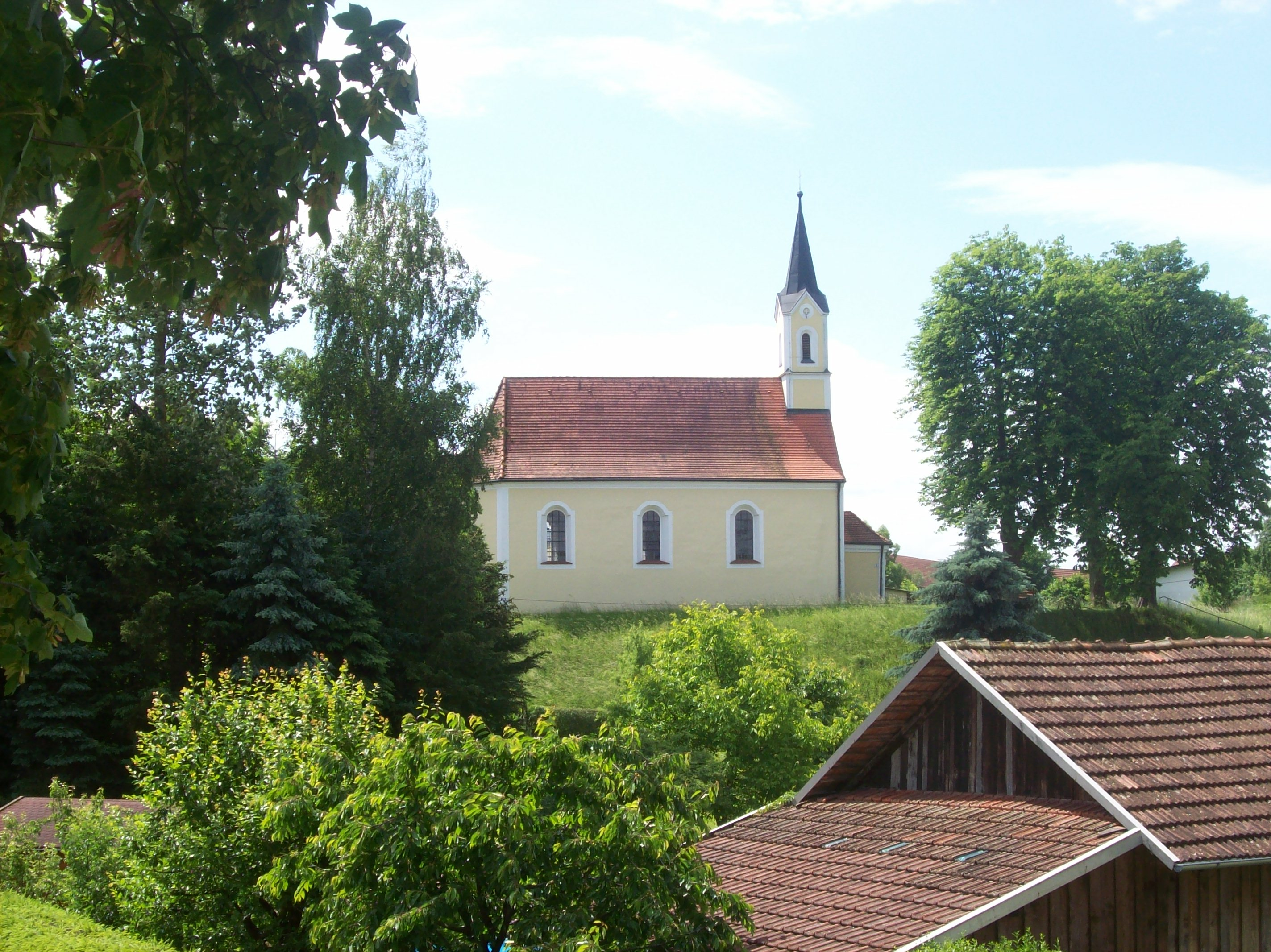
Ansicht von Steinkirchen vom Donaudamm

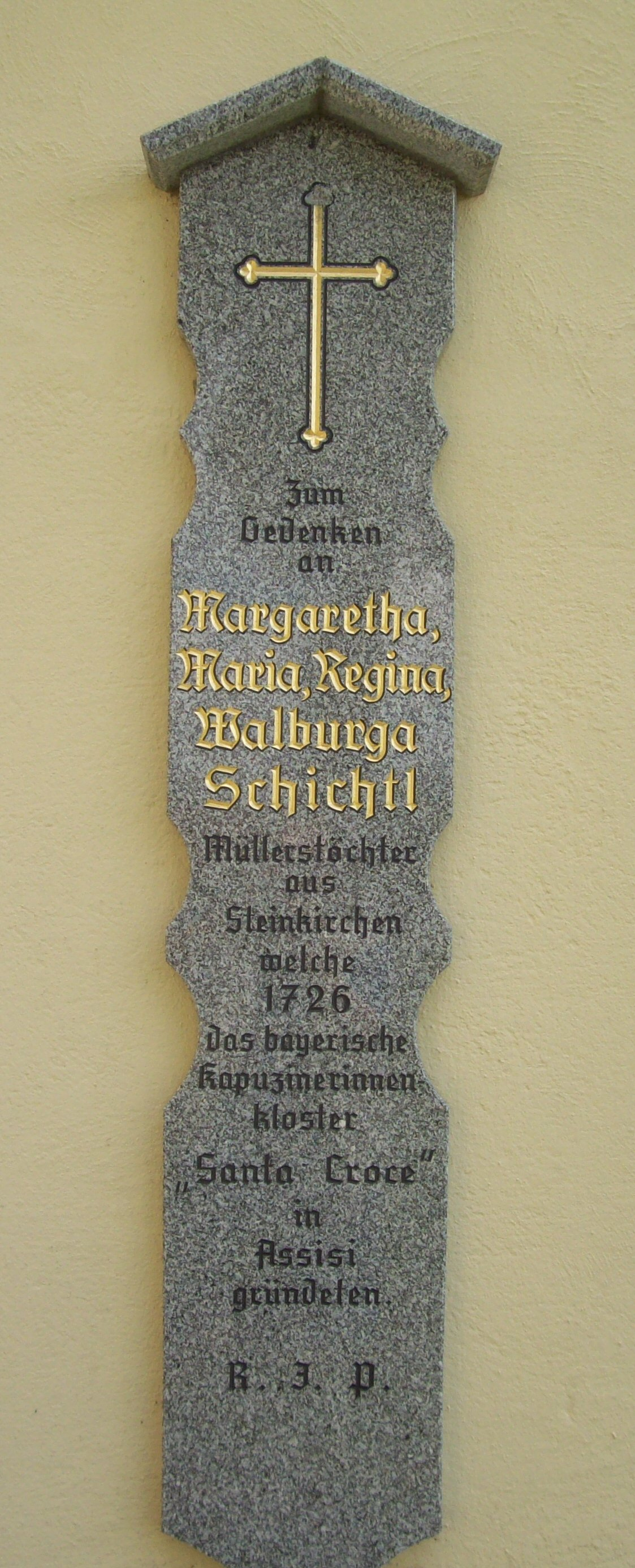
Gedenktafel an der Kirche: Klostergründung in Assisi

Steinkirchen ist ein Gemeindeteil von Stephansposching im niederbayerischen Landkreis Deggendorf. Das Kirchdorf liegt im Gäuboden an der Donau und am Radweg Via Danubia.
Aus dem 10. bis 8. Jahrhundert v. Chr. wurden Urnengräberer und weitere Relikte dieser Zeit gefunden.
Westlich des Orts befand sich ein durch den Donauausbau im 20. Jahrhundert völlig zerstörtes römisches Kleinkastell mit einem zugehörigen Lagerdorf (Vicus), das zusammen mit dem Kastell Künzing und den größeren Lagern in Straubing und Passau den Donaulimes und die Schifffahrt absichern sollte.
Archäologisch konnte an dieser Stelle auch eine Abschnittsbefestigung des frühen Mittelalters aus dem 9. oder 10. Jahrhundert mit einer kleinen Saalkirche nachgewiesen werden.
Im späteren Mittelalter war Steinkirchen Sitz einer Hofmark.
Im ehemaligen Schulhaus von Steinkirchen hat der Künstler Gerhard Brauße sein Atelier eingerichtet.
Am 1. Juli 1971 wurde Steinkirchen nach Michaelsbuch eingemeindet. Seit der Fusion der Gemeinden Michaelsbuch und Rottersdorf zur neuen Gemeinde Stephansposching am 1. Mai 1978 gehört Steinkirchen dieser Gemeinde an.